# August Carl Alexander von Zanthier
August Carl Alexander von Zanthier (* 1. September 1734 in Prosigk; † 18. Mai 1815 in Güsten) war ein kurfürstlich-hessischer und anhaltischer Hofbeamter und wirtschaftswissenschaftlicher Autor.

## Leben
Zanthier ist der Sohn des königlich-polnischen und kurfürstlich-sächsischen Amtshauptmanns George Heinrich von Zanthier auf Prosigk und der Johanna Charlotta geb. von Hundt und Alten-Grottkau.  Der junge Mann kam durch die Schulausbildung am Lyceum in Wernigerode in Kontakt mit dem jungen Grafen Johann (Hans) Martin zu Stolberg-Roßla (1728–1795), der später Domherr in Halberstadt wurde.  Dieser sorgte wohl dafür, dass sein Vetter Graf Heinrich Ernst zu Stolberg-Wernigerode auf die ihm angebotene Electenstelle am Hochstift Halberstadt verzichtete und diese 1740 dem jungen August Carl Alexander von Zanthier überließ.
Am 25. Februar 1762 heiratete er Wilhelmine Tugendreich von Madai (1738–1812). Der anhalt-köthensche Hofrat Carl August von Madai war sein Schwager.
1769 findet man Zanthier im kurfürstlich-hessischen Staatsdienst.  Er stieg zum Kammerherrn, Kriegs- und Domänenrat sowie Kanzleidirektor des Landgrafen von Hessen-Kassel auf und verfasste mehrere staatsmännische und forstwissenschaftliche Publikationen.  Ende des 18. Jahrhunderts trat er in den Dienst der Herzogs von Anhalt-Zerbst. Er ließ sich später in Güsten nieder, wo er ein Gut erwarb, das nach seinem Tod in Familienbesitz blieb.  Ferner wurde Zanthier Stiftsdirektor des adeligen Fräuleinstifts in Mosigkau.

## Trivia
Aus der Nachkommenschaft seiner Tochter Maria Eleonore Wilhelmine Henriette Bäntsch, geborene von Zanthier, stammt der LKR-Politiker Bernd Lucke.

## Werke
- Zweckmäßige Vorkehrungen gegen die ausgebrochenen Getraide-Theuerungen und unerträgliche Mittel, jede künftige zu verhüten, Leipzig, 1805
- Freymüthige Gedanken über Holzmangel, Holzpreise, Holzersparniß und Holzanbau, Göttingen: Dieterich, 1802
- Freymüthige Gedanken über die Ursachen des Verfalls der mehresten Landstädte und die Mittel solchen wieder aufzuhelfen, Leipzig: Nagel, 1799